# Buthacus
Buthacus es un género de escorpiones de la familia Buthidae descrito por Birula en 1908.
Miden entre 40–75 mm. La mayoría son amarillentas, a veces marrones, con otros tonos. El veneno es relativamente potente y puede ser de importancia médica.

## Especies
Los siguientes son los nombres científicos de las diferentes especies que componen el género Buthacus; a la derecha de éstos están los apellidos de sus descubridores y el año en que fueron descubiertas.
- Buthacus arenicola (Simon, 1885)
- Buthacus birulai Lourenço, 2006
- Buthacus buettikeri Hendrixson, 2006
- Buthacus calviceps (Pocock, 1900)
- Buthacus clevai Lourenço, 2001
- Buthacus ehrenbergi Kovařík, 2005
- Buthacus foleyi Vachon, 1949
- Buthacus huberi Lourenço, 2001
- Buthacus leptochelys (Ehrenberg, 1829)
- Buthacus macrocentrus (Ehrenberg, 1828)
- Buthacus mahraouii Lourenço, 2004
- Buthacus maliensis Lourenço & Qi, 2007
- Buthacus nigerianus Lourenço & Qi, 2006
- Buthacus nigroaculeatus Levy, Amitai & Shulov, 1973
- Buthacus occidentalis Lourenço, 2000
- Buthacus pakistanensis Lourenço & Qi, 2006
- Buthacus spatzi (Birula, 1911)
- Buthacus striffleri Lourenço, 2004
- Buthacus villiersi Vachon, 1949
- Buthacus williamsi Lourenço & Leguin, 2009
- Buthacus ziegleri Lourenço, 2000